# Антония дель Бальцо (королева Сицилии)
Анто́ния дель Ба́льцо (итал. Antonia del Balzo; ок. 1353 — 23 января 1375, Мессина (или Реджо-ди-Калабрия), Королевство Сицилия) — принцесса из дома Дель Бальцо, дочь Франциска I, герцога Андрии. Жена короля Фридриха Простого; в замужестве — королева Сицилии, герцогиня Афин и Неопатрии.

## Биография

### Происхождение
Точное место рождения Антонии дель Бальцо не известно. Принцесса родилась около 1353 года и была вторым ребёнком и первой дочерью в семье Франциска I (ок. 1332 — 1420/1422), 1-го герцога Андрии из дома дель Бальцо, графа Монтескальозо и Сквилаче, владельца Берра, Мизона и Тиано и его второй супруги, Маргариты Тарентской (ок. 1325 — 1380), принцессы из дома Анжу. По линии отца она приходилась внучкой Бертрану III, 1-му графу Андрии из дома дель Бальцо и Маргарите д’Онэ. По линии матери была внучкой Филиппа I, титулярного императора Константинополя, князя Ахейи и Таранто и титулярной императрицы Константинополя Екатерины II из дома Куртене, княгини Ахейи и Таранто.

### Династический брак
26 ноября 1373 года Антония сочеталась браком с Фридрихом Простым, королём Сицилии, сыном короля Петра II и Елизаветы Каринтийской. Брачный союз стал итогом дипломатических усилий римского папы Григория IX, который хотел прекратить войну между королевствами Сицилии и Неаполя, начавшуюся ещё в 1313 году. Ему удалось убедить короля Фридриха Простого и королеву Иоанну в необходимости мирного соглашения, закреплённого династическим браком между домами. Ради этого римский папа даже помешал намечавшемуся браку между королём Сицилии и дочерью правителя Милана. Действуя в интересах папства, Григорий IX поддерживал независимость королевства Сицилия от королевства Арагон.
Переговоры между сторонами велись одновременно в Риме, где готовилось мирное соглашение между королевствами и Неаполе, где шли переговоры о браке. Своим представителем на последних 6 февраля 1372 года римский папа назначил архиепископа Неаполя. 1 октября 1372 года Григорий IX разрешил ему сочетать браком короля и принцессу. К этому времени мирное соглашение между королевствами Сицилии и Неаполя было уже подготовлено. В него, по настоянию королевы Иоанны, были внесены пункты, гарантировавшие невесте после вступления в брак соблюдение всех её прав, включая наследственные, и оговорено, что содержание, выделенное ей супругом, должно быть таким же, какое получали все предыдущие жёны королей Сицилии.
Церемония бракосочетания прошла в Мессине. Для Фридриха Простого это был второй брак. Его первая жена, Констанция Арагонская умерла в 1363 году. От предыдущего брака у него осталась дочь, но не было наследников мужского пола.
Ни одно из ожиданий, которые король Сицилии возлагал на свой брак с Антонией, не оправдались. Во-первых, брак оказался бездетным. Во-вторых, попытки Фридриха Простого, разрешив внешнеполитические задачи, сконцентрироваться на решении внутриполитических проблем — урегулировании конфликта с мятежными вассалами, оказались провальными. К тому же, из-за неприемлемых требований со стороны римского папы Григория IX, он и его вторая супруга так и не были коронованы. И, наконец, скоропостижная смерть Антонии свела на нет дипломатические усилия по укреплению связей между Мессиной и Неаполем, вследствие чего король Сицилии возобновил сотрудничество с Миланом.

### Обстоятельства смерти
Зимой 1375 года мятежные вассалы под предводительством графа Энрико III Россо не позволили королевской галере с Фридрихом Простым и его супругой на борту войти в порт Мессины. Королевская чета остановилась в порту Реджо-ди-Калабрии, где 19 января того же года на их корабль напали всё те же мятежники, угрожая им смертью. Антония бросилась в море. Ей удалось спастись, но королеву поразила сильная лихорадка. Через несколько дней, 23 января 1375 года Антония дель Бальцо умерла и была погребена в усыпальнице собора в Мессине.